# Syzygium neepau
Syzygium neepau är en myrtenväxtart som beskrevs av André Guillaumin. Syzygium neepau ingår i släktet Syzygium och familjen myrtenväxter.
Artens utbredningsområde är Vanuatu. Inga underarter finns listade i Catalogue of Life.